# 후지무라 오사무
후지무라 오사무(일본어: 藤村修, 1949년 11월 3일 ~)는 일본의 정치인으로, 민주당 소속 중의원이자 전 내각관방장관이다. 외무성 부대신 (간 내각), 후생노동성 부대신 (간 제1차 개조내각), 중의원 후생노동위원장, 민주당 간사장 대리 등을 지냈다.

## 발언
그는 "문제는 북조선의 미사일이 언제 올라올지다. 냉큼 월요일(10일)에라도 쏘아올렸으면 좋겠지만"라고 조선민주주의인민공화국의 미사일 발사를 재촉하는 발언을 하였다.